# Eobrachycentrus gelidae
Eobrachycentrus gelidae är en nattsländeart som beskrevs av Wiggins 1965. Eobrachycentrus gelidae ingår i släktet Eobrachycentrus och familjen bäcknattsländor. Inga underarter finns listade i Catalogue of Life.